# Test de Patrick
El test o maniobra de Patrick o FABER (del inglés: F''lexion, AB''duction, E''xternal R''otation) es un examen físico utilizado en medicina y fisioterapia para el diagnóstico de posible patología de la articulación de la cadera o de la articulación sacroilíaca. También se utiliza para el diagnóstico del síndrome del piramidal.
El examen se lleva a cabo colocando la pierna del paciente en flexión, y la cadera en rotación externa y abducción. Si el paciente sufre dolor en la cara anterior del muslo de la pierna del lado testado, esto sugiere que existe patología en la articulación de la cadera de ese lado. Si el dolor se da en la parte posterior y superior del muslo de la pierna contralateral o en la nalga, esto indica que el problema está relacionado con la articulación sacroilíaca.
Fue descrito por el neurológo americano Hugh Talbot Patrick.